# Tiglatpileser II
Tiglatpileser II, rey de Asiria (966 a. C. - 935 a. C.), que gobernó durante el Imperio Medio.
Hijo y sucesor de Assur-resh-ishi II. Su reinado, mediocre, se desarrolló en una época de crisis, y al igual que sus dos predecesores, sólo pudo resistir el empuje arameo, con grandes esfuerzos. Fue sucedido por su hijo Assur-dan II.
| Predecesor: Assur-resh-ishi II | Rey de Asiria 966-935 a. C. | Sucesor: Assur-dan II |